# Газовый аккумулятор
Газовый аккумулятор — химический источник тока, изобретённый советским инженером А. Г. Пресняковым в 1955 году.
Принцип действия газового аккумулятора основан на обратимых окислительно-восстановительных реакциях. В процессе зарядки на электродах выделяются газы, поглощаемые адсорбентом (например, активированным углем). При появлении тока нагрузки происходит их соединение с образованием электрического тока.
Простейший аккумулятор состоит из герметичной ёмкости с раствором электролита, в который погружены электроды, и его зарядка происходит посредством электролиза растворов солей. Конструктивно электрод состоит из собственно угольного электрода, ионно-проницаемой мембраны и адсорбента.
Удельная энергоёмкость современных газовых аккумуляторов достигает 100 Вт·ч/кг.